# Live on Earth
Live on Earth – pierwszy album koncertowy holenderskiego projektu Star One kierowanego przez Arjena Lucassena. Koncert ukazał się w formacie CD i DVD. Podczas koncertu muzycy wykonali nie tylko utwory z debiutanckiego albumu Space Metal, ale również utwory Ayreon - innego projektu Arjena.

## Lista utworów

### CD1
1. Intro/Lift Off - 1:34
2. Set Your Controls - 6:19
3. High Moon - 5:28
4. Dreamtime - 2:55
5. Eyes of Time - 3:50
6. Songs of the Ocean - 5:59
7. Dawn of a Million Souls" - 5:17
8. The Dream Sequencer - 6:03
9. Into the Black Hole - 11:28
10. Actual Fantasy - 1:26
11. Valley of the Queens - 3:23

### CD2
1. Isis and Osiris - 8:48
2. Amazing Flight in Space - 8:00
3. Intergalactic Space Crusaders - 5:15
4. Castle Hall - 4:58
5. The Eye of Ra - 9:16
6. Starchild - 9:22
7. The Two Gates - 14:35

### Bonusowe materiały (DVD)
- Galeria zdjęć
- Materiał zza kulisów
- Space Truckin’ (Rijssen)
- Intergalactic Laxative (Tilburg)
- Dreamtime - Edward Reekers (Tilburg)
- Solo na keyboardzie
- Solo na gitarze basowej

## Twórcy
- Russell Allen (Symphony X) - wokal
- Damian Wilson - wokal
- Floor Jansen (After Forever) - wokal
- Irene Jansen (Ayreon/Karma)- wokal
- Robert Soeterboek (Cotton Soeterboek Band) - wokal
- Arjen Anthony Lucassen - gitara
- Joost van den Broek (After Forever) - keyboard
- Peter Vink - gitara basowa
- Ed Warby (Gorefest) - perkusja

### Goście specjalni
- Edward Reekers (Kayak/Ayreon) - wokal
- Ewa Albering - flet